# Eucithara elegans
Eucithara elegans é uma espécie de gastrópode do gênero Eucithara, pertencente à família Mangeliidae.